# ابن عساكر
أبو القاسم علي بن الحسن بن هبة الله بن عساكر الدمشقي (499هـ - 571 هـ) الإمام والعلامة الحافظ الكبير محدث الشام. ودفن في مقبرة الباب الصغير.

## نشأته
ولد في غرة المحرم من سنة 499هـ = 13 سبتمبر 1105. كان أبوه تقيًّا ورعًا، محبًا للعلم ومجالسة العلماء ومصاحبتهم، وكانت أمه من بيت علم وفضل، فأبوها أبو الفضل يحيى بن علي كان قاضيًا وكذلك كان أخوها أبو المعالي محمد بن يحيى قاضيًا.
وقد رزق الوالدان الكريمان قبل ابنهما علي بولد كان له شأن هو أبو الحسين الصائن هبة الله بن الحسن كان من حفاظ الحديث.
نشأ ابن عساكر إذن في دمشق ببيت علم، وكانت أسرته الصغيرة هي أول من تولى تعليمه وتهذيبه، فسمع الحديث من أبيه وأخيه وهو في السادسة، ثم تتلمذ على عدد ضخم من شيوخ دمشق وعلمائها، قرأ على أبي الفرج غيث بن علي الصوري تاريخ صور وجزءًا من كتاب تلخيص المتشابه للخطيب البغدادي وقرأ على عبد الكريم بن حمزة السليم كتاب الإكمال لابن ماكولا ومشتبه النسبة لعبد الغني بن سعيد، وقرأ على شيخه أبي القاسم النبيه كتاب المجالسة وجواهر العلم لأحمد بن مروان الدينوري وتلخيص المتشابه للخطيب البغدادي، وقرأ على أبي محمد بن الأكفاني كتاب المغازي لموسى بن عقبة وكتاب المغازي لمحمد بن عائذ الدمشقي، وأخبار الخلفاء لابن أبي الدنيا، وغيرها.

## الحديث الشريف
بدأ ابن عساكر رحلاته سنة 520هـ / 1126 إلى بغداد، ثم اتجه منها إلى مكة المكرمة لأداء فريضة الحج وزار مسجد النبي بالمدينة المنورة، ولم تطل إقامته في المدينتين المقدستين.
وفي رِحْلاته التي استغرقت خمس سنوات قابل في أثنائها عددًا كبيرًا من أئمة العلم، وقرأ عليهم عشرات الكتب العظيمة ذات المجلدات الضخمة، فاتصل بأبي غالب بن البنا وقرأ عليه كتاب نسب قريش للزبير بن بكار، وكتاب التاريخ لابن أبي خيثمة، وبعضًا من كتاب الطبقات الكبرى لابن سعد، وقرأ على أبي القاسم بن الحصين مسند أحمد والغيلانيات، ودرس على أبي بكر محمد بن عبد الباقي الطبقات الكبرى لابن سعد، والمغازي للواقدي، ولزم أبا القاسم بن السمرقندي وسمع منه كتبًا كثيرة، منها: سيرة ابن إسحاق، وكتاب الفتوح لسيف بن عمر، وتاريخ الخلفاء ابن ماجه، ومعجم الصحابة لأبي القاسم البغوي، والمعرفة والتاريخ للفسوي، والكامل في الضعفاء لابن عدي.
عاد الحافظ ابن عساكر إلى دمشق سنة 525هـ / 1130 واستقر بها فترة عاود بعدها رحلته مرة أخرى سنة 529هـ / 1134 إلى إيران وخراسان وأصبهان وهمدان وأبيورد وبيهق والري ونيسابور وسرخس وطوس ومرو، سمع في أثنائها عددًا كبيرًا من الكتب على كبار الحفاظ والمحدثين في بلاد المشرق، مثل: سعيد بن أبي الرجاء محمد أبو الفرج الصيرفي، وزاهر بن طاهر الشحامي، ثم عاد إلى دمشق سنة 1138 وقد طبقت شهرته الآفاق، وقصده طلاب العلم من كل مكان، وانصرف إلى التأليف والتصنيف.

## تاريخ دمشق
شغل ابن عساكر نفسه بالعلم مذاكرة وتحصيلًا، وجعله هدفًا لا يصرفه عنه شيء، ولم يجعله وسيلة لتولي منصب أو طمعًا في مال أو جاه، أعطاه نفسه ولم يبخل عليه بجهد، فكافأه الله سعة في التأليف، وصيتًا لا يزال صداه يتردد حتى الآن، ومكانة في العلم تبوأها في المقدمة بين رجالات العلم في تاريخ الإسلام.
وخلال التدريس وضع ابن عساكر مؤلفات كثيرة، لكن مؤلفًا منها قد ملك عليه فؤاده، وانصرفت إليه همته الماضية منذ أن اتجه إلى طلب العلم، فبدأ يضع مخططًا لكتابه الكبير «تاريخ دمشق»، الذي صار نموذجًا للتأليف في تاريخ المدن، يحتذيه المؤلفون في المنهج والتنظيم.
استغرق التفكير والتأليف في تاريخ دمشق وقتًا طويلًا من حياة مؤلفه، وصاحبه منذ فترة مبكرة من حياته، فكرة في الذهن، ثم مخططًا على الورق، وشروعًا في التنفيذ، فهو لم يؤلفه في صباه وشبابه ولم ينجزه في كهولته، وإنما شغل حياته كلها، ولم يفرغ منه إلا بعد أن وهن جسده وكلّ بصره.
وكان العمل ضخمًا يحتاج إنجازه إلى أعمار كثيرة، وكاد المؤلف ينصرف عن إنجازه وإتمامه، لولا أن خبر هذا الكتاب تناهى إلى أسماع «نور الدين محمود» ملك دمشق وحلب فبعث إلى الحافظ ابن عساكر يشحذ همته ويقوي من عزيمته، فعاد إلى الكتاب وأتمه سنة (559هـ / 1163)، ثم قام ولده القاسم بتنقيحه وترتيبه في صورته النهائية تحت بصر أبيه وعنايته، حتى إذا فرغ منه سنة 565هـ / 1169 قرأه على أبيه قراءة أخيرة، فكان يضيف شيئًا، أو يستدرك أمرًا فاته، أو يصوب خلطًا، أو يحذف ما يراه غير مناسب أو يقدم موضعًا أو يؤخر مسألة، حتى أصبح على الصورة التي نراها الآن بين أيدينا تحفة الكتب في تاريخ المدن.

## كتبه ومؤلفاته
ولابن عساكر كتب كثيرة، فمن المطبوع:
1. تاريخ دمشق
2. تبيين كذب المفتري فيما نسب إلى الإمام أبي الحسن الأشعري
3. كشف المغطى في فضل الموطا
4. أربعون حديثًا لأربعين شيخًا من أربعين بلدة
5. المعجم المشتَمِلْ على ذكر أسماء شيوخ الأئمَّة النَّبَلْ، تحقيق سكينة الشهابي، دار الفكر بدمشق، 1401هـ/ 1981م.
6. الأربعون حديثًا في الحث على الجهاد
7. تعزية المسلم عن أخيه
8. الأربعون حديثًا من المساواة مستخرجة عن ثقات الرواة
9. مدح التواضع وذم الكبر
10. معجم الشيوخ
11. التوبة وسعة رحمة الله
12. ذم ذي الوجهين واللسانين
13. ذم من لا يعمل بعلمه
14. ذم الملاهي
15. فضل أم المؤمنين عائشة
16. الأربعون الأبدال العوالي
17. الأربعون الطوال
18. ترتيب أسماء الصحابة الذين أخرج أحاديثهم أحمد بن حنبل في المسند
19. مجلس في نفي التشبيه
20. حديث أهل حردان
21. فضل شهر رمضان
22. فضل يوم عرفة
23. ذم قرناء السوء
24. فضيلة ذكر الله
25. تبيين الامتنان في الأمر بالاختتان
26. أخبار لحفظ القرآن
27. فضل رجب
28. الحادي والخمسون من أمالي ابن عساكر
29. الإشراف على معرفة الأطراف - خ، في الحديث، ثلاث مجلدات
30. تاريخ المزة
31. معجم الصحابة
32. معجم النسوان
33. تهذيب الملتمس من عوالي مالك بن أنس
34. معجم أسماء القرى والأمصار

## وفاته
توفي ابن عساكر بدمشق، سنة 571هـ = 25 يناير 1176م، عن عمر ناهز سبعين عامًا.

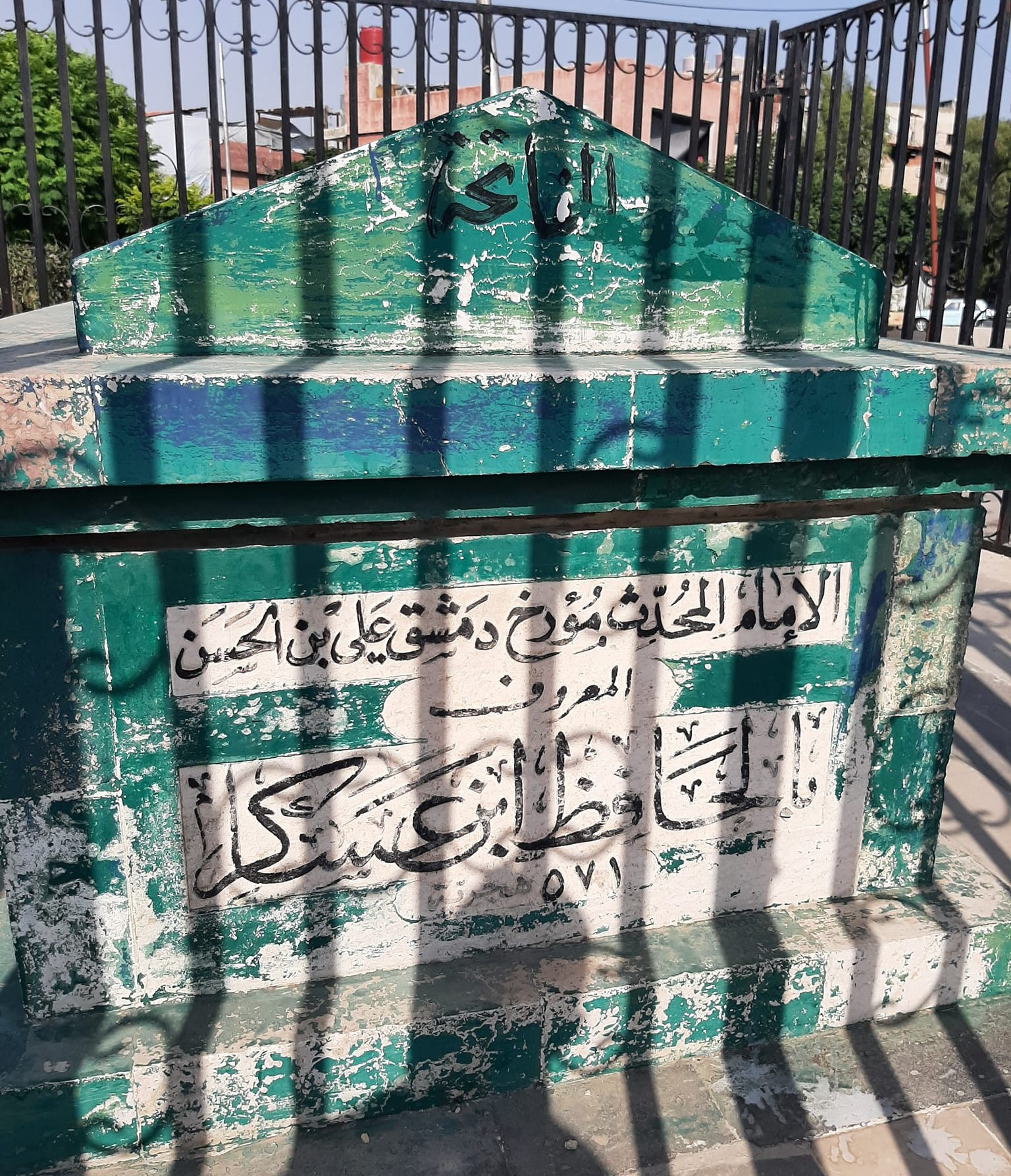
قبر الحافظ ابن عساكر